# ワンピース

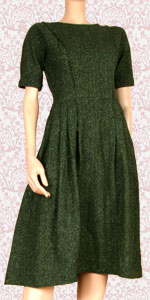
緑色のワンピース

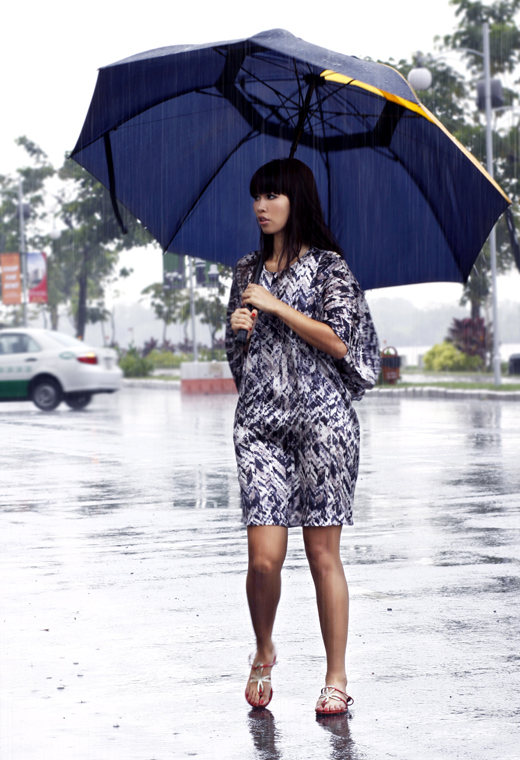
ミニのワンピース

ワンピース（和製英語: one-piece）は、上衣とスカートが一緒となり繋がった形状の衣類である。

## 概要
日本で「ワンピース」と言った場合は、アウターウェアのドレスのことを指す。また、ワンピースに対して、上衣とスカートに分かれたものを「ツーピース」、上衣とスカートとベストなど3つに分かれているものを「スリーピース」と呼ぶ。
英語ではワンピースドレス（one-piece dress）と言い、「one-piece」自体は、水着・子供服・スポーツウェアやレーシングスーツなどの「つなぎ服」全般を意味する言葉である。
また、1枚布でできているという意味もある。たとえば「ワンピーススカート」は1枚布でできたスカートであり、「ワンピーススリーブ」は1枚布で出来た袖のことである。
ウエストにゴムの入ったワンピースなどもある。

## 特徴
ワンピースの形状は、上衣とスカートが一続きとなっているものだが、1枚の布から出来ているものとは限らず、上下が縫い合わせられていても全体として一続きならば、それはワンピースである。
ただし別のトップスの上に着るジャンパースカートや、別のボトムスと合わせて着るチュニックなどは、形状が同様であってもワンピースとは区別される。

## 歴史
ワンピースは女性の服装として長い歴史を持ち、その時代の流行を取り入れながら、スカート丈の長さなどデザインを変化させつつ、現在も着用され続けている。20世紀に入ってからはツーピースやパンツルックも女性の服装として認知されるようになったが、依然ワンピースが女性の正装とされる傾向は強く残っている。

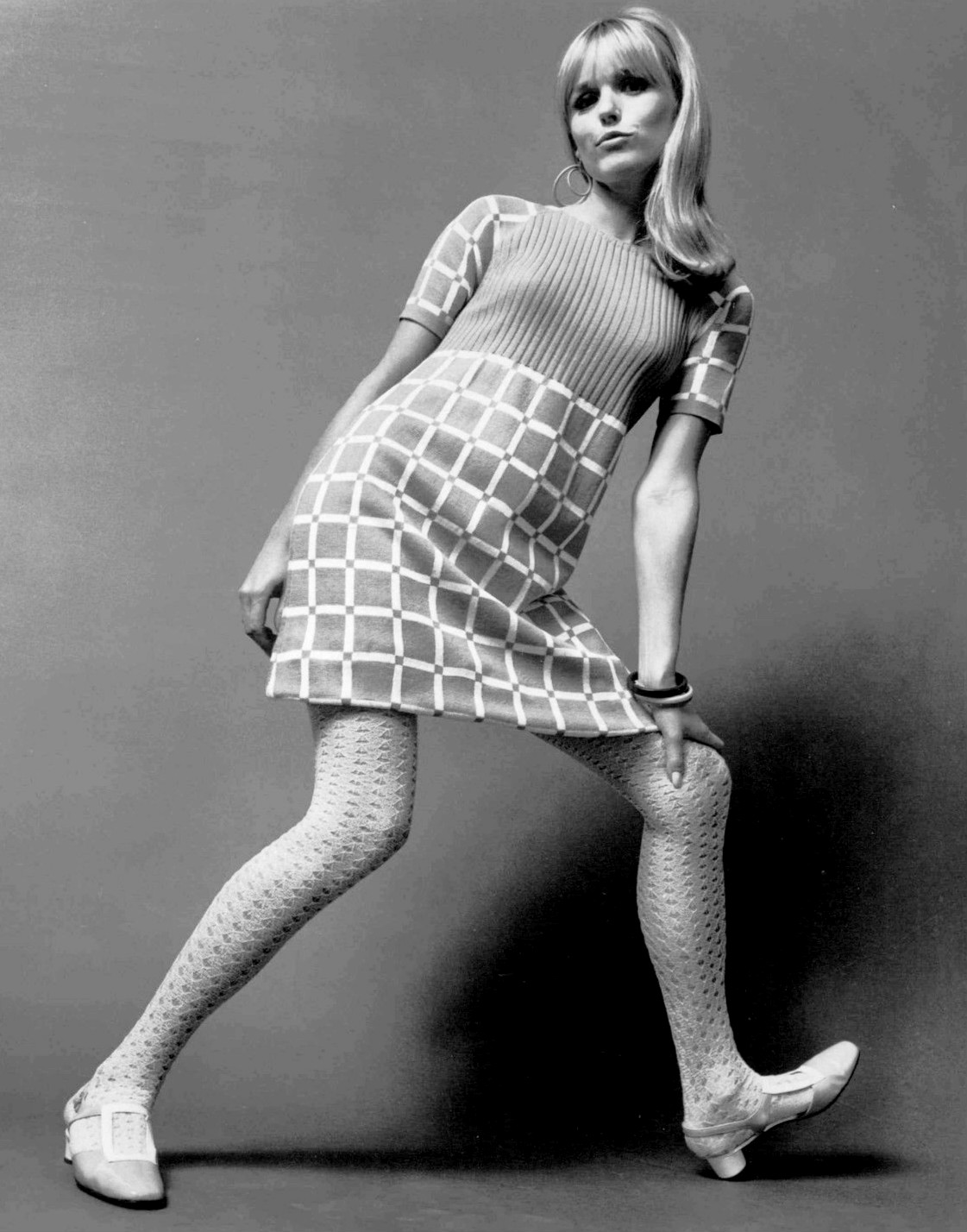
ニットワンピース（1967年）

## 分類
丈の長さ、形、デザイン、素材、柄などによって分類される。

### 丈による分類
ミニ
膝より上の丈のワンピース、極端に丈が短い場合はマイクロミニワンピースと呼ばれる。
ミディ
膝中央から膝下くらいの丈のワンピース。
ミモレ
ふくらはぎの中間くらいの丈のワンピース。
ロング
ミモレ丈より長い丈のワンピース、くるぶしよりも下にくる場合はマキシワンピースと呼ばれる。

### 形による分類
Aライン
アルファベットのAのように裾にむけてなだらかに広がっていく形。
Iライン
アルファベットのIのように広がりのない形。
フレア

テントライン
テントのように裾に向けて大きく広がる形。
コクーン
繭のように全体を丸く包み込むような形。

### デザインによる分類
シャツ
キャミソール
ティアード
ノースリーブ
ハイネック
パフスリーブ
カシュクール
オフショルダー
ベルテッド
ボウタイ

### 素材による分類
ニット、リネン、デニム、コーデュロイ、サテン、レザー（皮革・人造皮革）、スエード、レースなど。

### 柄による分類
チェック柄、ボタニカル柄（花や草木などの植物）、ドット柄、アニマル柄、ストライプ柄など。